# 아메리카누 FC
아메리카누 푸치보우 클루비(Americano Futebol Clube)는 아메리카누로 잘 알려진 브라질의 축구단으로 리우데자네이루주의 캄푸스 두스 고이타카스를 연고로 한다.

## 역대 감독
| 감독            | 임기 |
| --------------- | ---- |
| 치타            | 2001 |
| 파비우 레푼지스 | 2004 |